# Ornithoptera croesus
Ornithoptera croesus је врста лептира из породице једрилаца (лат. Papilionidae).

## Распрострањење
Индонезија је једино познато природно станиште врсте.

## Станиште
Врста Ornithoptera croesus има станиште на копну.

## Угроженост
Ова врста се сматра угроженом.